# 布里吉塔·布尔加莉
布里吉塔·布尔加莉（Brigitta Bulgari，1982年9月29日—）是一位匈牙利女模特與色情电影女演员。

## 经历
十五到十九岁的布里吉塔曾是名运动员，进行过专业的三项全能训练。进入布达佩斯学院学习法律的第一年，她开始作模特。后来他离开了学院，到意大利米兰当模特。有一次在体育馆拍照时，她获得了一份邀请，希望她可以出演成人电影。他的第一部作品是《时尚》（2003）。
2005年10月，布里吉塔·布尔加莉因为在皮亚琴察足球俱乐部和卡坦扎罗足球俱乐部的意甲比赛中裸奔而声名大噪。她当时被捕，但和一名警察局官员合拍了一张照片后获释。
她在米兰和罗马工作，但居住在布达佩斯，养有两只猫和一只狗。她可以说英语、意大利语和匈牙利语。她是意大利服装公司NO.LI.TA.的招牌模特。曾是2004年5月的《阁楼》杂志月度宠物和匈牙利2004年年度玩伴。她获得了2005年的国际新人情色奖（Eroticline Awards）。
2010年6月，布里吉塔·布尔加莉被检察官吉欧里亚诺·米格尼尼起诉，控告她在意大利佩鲁贾的夜店的未成年人参与的活动中，允许他们抚摸自己的身体。根据摄像头的视频记录，一名十五岁的少年在表演中接触了布尔加莉的胸部，布尔加莉的律师称“布尔加莉因为此时被起诉，而雇佣布尔加莉、允许未成年人入场的夜店经营者却逍遥法外”。2011年10月，布尔加莉被宣判无罪，布尔加莉宣称“她只是为了谋生”“感觉和阿曼达·诺克斯遇到了同样的窘境”。她表示会向米格尼尼索取经济赔偿，并将狱中经历写成书。

## 外部連結
- Brigitta Bulgari在互联网电影资料库（IMDb）上的資料（英文）
- Brigitta Bulgari在網際網路成人電影資料庫
- 成人電影資料庫上Brigitta Bulgari的资料（英文）